# Giraffatitan
Giraffatitan, nghĩa là "hươu cao cổ khổng lồ", là một chi Sauropoda thuộc họ Brachiosauridae sống vào cuối kỷ Jura (Kimmeridgia-Tithonia). Nó ban đầu được đặt tên như một loài Brachiosaurus (B. brancai) tại châu Phi. Giraffatitan là một trong những động vật lớn nhất từng bước đi trên Trái Đất.